# Xã Pleasant, Quận Wabash, Indiana
Xã Pleasant (tiếng Anh: Pleasant Township) là một xã thuộc quận Wabash, tiểu bang Indiana, Hoa Kỳ. Năm 2010, dân số của xã này là 2.412 người.